# کامی-ایکه‌بوکورو
کامی-ایکه‌بوکورو (به ژاپنی: 上池袋 Kami-ikebukuro)، محله ای در توشیما-کو، توکیو، ژاپن است. این ایستگاه در میان JR (شرکت راه‌آهن شرق ژاپن) ایستگاه ایکه‌بوکورو، ایستگاه اوتسوکا و ایستگاه ایتاباشی واقع شده است و در امتداد خیابان میجی گسترش یافته است.